# 倉敷市車站
倉敷市車站（日语：／ Kurashiki-shi eki */?）是位於日本岡山縣倉敷市阿知，隸屬於水島臨海鐵道的鐵路車站。本站是水島臨海鐵道所屬的水島本線的起點站，因為其實際位置緊鄰JR西日本所屬的倉敷車站，因此兩家公司的鐵路路線雖然沒有相連，但卻具有轉乘車站的功能。

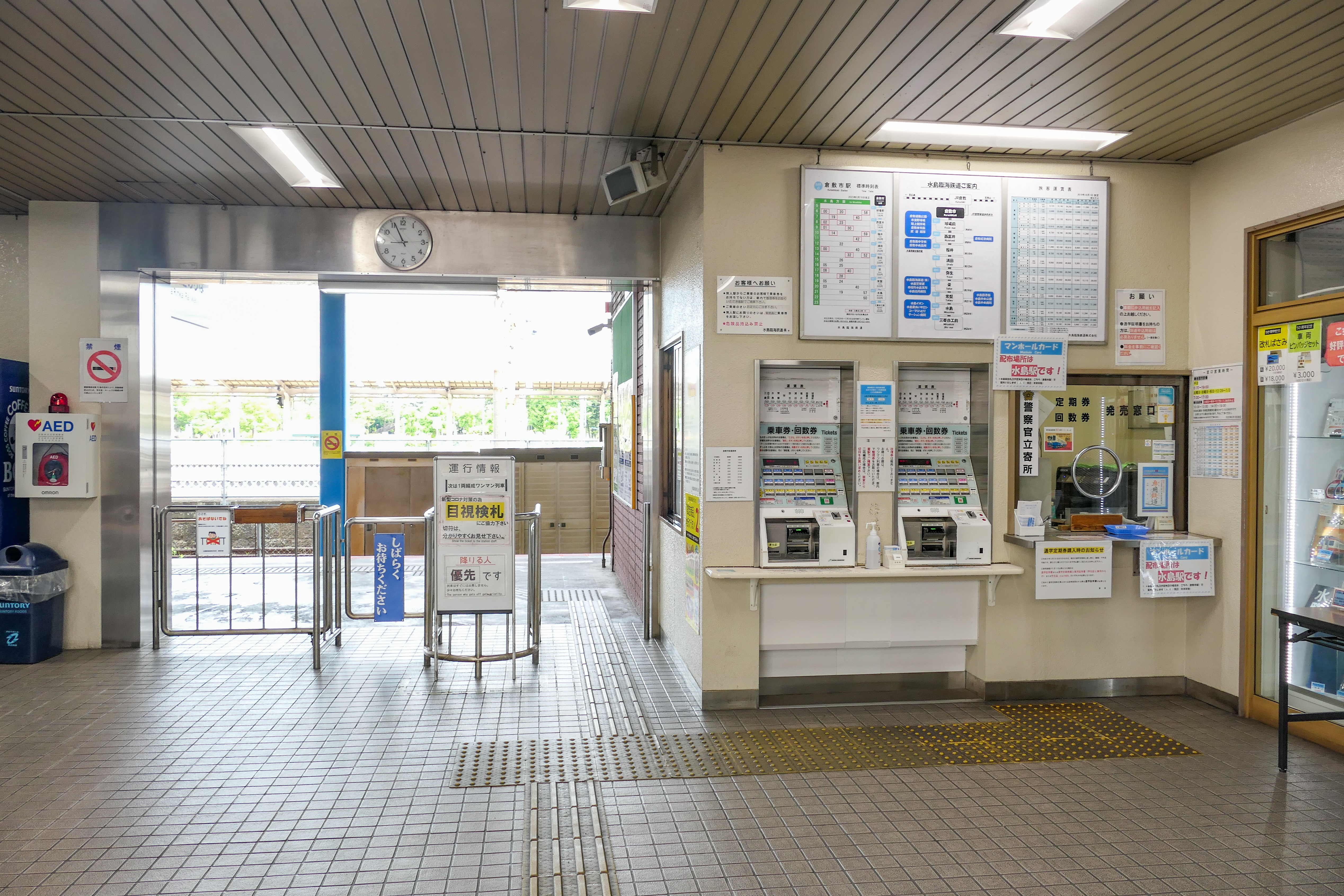
驗票口(2023年6月)

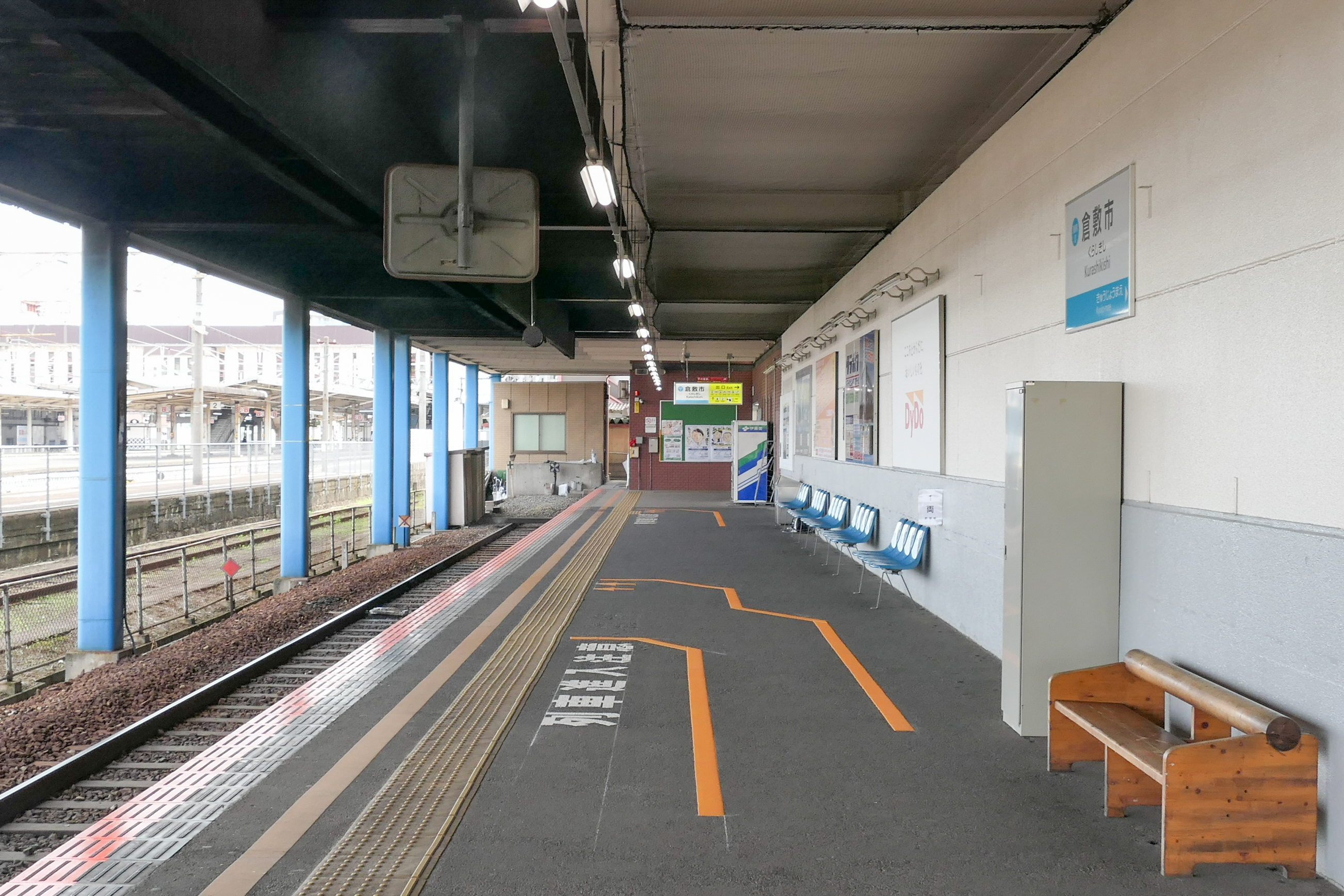
月台(2023年6月)

## 相鄰車站
水島臨海鐵道
水島本線
倉敷市－球場前